# Vlasače
Vlasače (cyr. Власаче) – wieś w Bośni i Hercegowinie, w Republice Serbskiej, w mieście Trebinje. W 2013 roku liczyła 2 mieszkańców.